# Подоклинье (Туготинская волость)
Подоклинье — деревня в центральной части Порховского района Псковской области. Входит в состав сельского поселения «Туготинская волость».
Расположена в 13 км к юго-западу от города Порхов; в 7 км к югу от волостного центра Туготино. Западнее находится деревня Щучно.
Численность населения составляет 68 жителей (2000 год).
До 2005 года деревня входила в состав Зареченской волости.